# Karol Wojtyła – Geheimnisse eines Papstes
Karol Wojtyła: Geheimnisse eines Papstes ist ein Doku-Drama, das den Papst Johannes Paul II. zum Thema hat.

## Handlung
Einer der Gärtner des Vatikans, Peppino Mancuso (er ist übrigens fiktiv), begegnet Johannes Paul II. im Garten, der ihm die Geschichte seines Lebens erzählt und ihm dabei neue Einblicke gewährt.

## Hintergrund
Mit Hilfe von Spielszenen, in denen Michael Mendl und Devid Striesow in die Rolle des 2005 verstorbenen Papstes schlüpfen, und Originalaufnahmen gewährt Regisseur Gero von Boehm einen groben Abriss des facettenreichen Lebens Johannes Pauls II.
Die Dreharbeiten fanden dabei sowohl in Rom als auch im sächsischen Görlitz statt.